# Korgöz
Korgöz (ryska: Kërgëz, Кергез) är en ort i Azerbajdzjan.   Den ligger i distriktet Baku, i den östra delen av landet, 24 km väster om huvudstaden Baku. Korgöz ligger 28 meter över havet och antalet invånare är 2 036.
Terrängen runt Korgöz är platt söderut, men norrut är den kuperad. Närmaste större samhälle är Lökbatan, 9,6 km öster om Korgöz. 
Omgivningarna runt Korgöz är i huvudsak ett öppet busklandskap.